# フレデリコ・デ・フレイタス
フレデリコ・デ・フレイタス（Frederico de Freitas、1902年11月15日 - 1980年1月12日）はポルトガルの作曲家、指揮者、音楽学者。
リスボン出身。リスボン音楽院でルイス・デ・フレイタス・ブランコに音楽学を学んだほか、ピアノ、ヴァイオリン、作曲を学んだ。作曲家として活動する一方、ウィレム・メンゲルベルクに指揮を学び、国立放送交響楽団などを指揮した。またリスボンのグレゴリオ聖歌研究センターで合唱、対位法、フーガ、作曲の指導にあたった。
作品は宗教音楽、オペラ、劇付随音楽、映画音楽、室内楽曲、歌曲などあらゆる分野に及ぶ。